# Henry Bird (crickettista)
Henry Bird (22 maggio 1800 – 1864) è stato un crickettista inglese.
Giocò a First Class cricket dal 1819 al 1826 per il Cambridge Town Club, collezionando almeno 6 apparizioni in partite di prima classe.